# The Spirit Room
Jest to drugi album amerykańskiej piosenkarki Michelle Branch.
To dzięki temu albumowi zdobyła ona sławę w Stanach Zjednoczonych i dzięki singlowi "Everywhere".
Wszystkie piosenki w tym albumie napisała Branch.

## Lista piosenek
1. "Everywhere"  – 3:36
2. "You Get Me"  – 3:53
3. "All You Wanted" – 3:38
4. "You Set Me Free"  – 3:11
5. "Something to Sleep To" – 4:15
6. "Here with Me"  – 3:26
7. "Sweet Misery" – 3:43
8. "If Only She Knew" – 4:19
9. "I'd Rather Be in Love" – 3:55
10. "Goodbye to You" – 4:12
11. "Drop in the Ocean"– 4:19

DELUXE EDITION
1. "Life On Mars"
2. "Goodbye To You (Unplugged Version)"
3. "All You Wanted (Unplugged Version)"
4. "Everywhere (Acoustic)"

## Single
- Everywhere (2001)
- All You Wanted (2002)
- Goodbye to You (2002)

## Broken Bracelet
Cztery piosenki zostały nagrane również w wersjach aukustycznych na płycie Broken Bracelet.
Piosenki, które się powtórzyły to:
- Sweet Misery (dwie wersje)
- If Only She Knew
- I'd Rather Be in Love
- Goodbye to You